# حجت‌الله درویش‌پور
انتخابات دوره دهم مجلس شورای اسلامی
حجت‌الله درویش‌پور سیاستمدار و مدرس دانشگاه ایرانی است، که در دورهٔ نهم مجلس شورای اسلامی به‌عنوان نماینده ایذه از استان خوزستان در مجلس حضور داشت و از اعضای کمیسیون آموزش و تحقیقات مجلس شورای اسلامی بود. درویش‌پور دانش‌آموخته دکتری علوم سیاسی از دانشگاه امام صادق است و هم‌اکنون در دانشگاه آزاد اسلامی ایذه تدریس می‌کند.

## دوره نهم مجلس
وی پس از بررسی اسامی نمایندگان انتخابی مجلس نهم توسط شورای عالی جبهه ایستادگی، به فهرست نهایی کاندیداهای مورد حمایت این جبهه (حزب) افزوده شد.
از خدمات او به شهرستان‌های ایذه و باغملک می‌توان به پیگیری جهت شروع به کار طرح ملی احداث خط راه‌آهن خوزستان-چهار محال و بختیاری و همچنین طرح ملی احداث مسیری برای آبیاری زمین‌های کشاورزی شهرستان‌های ایذه و باغملک به وسیلهٔ آب دریاچه مصنوعی نیروگاه کارون۳ اشاره کرد. وی در پاسخ به این سؤال خبرنگار تسنیم که کار ساخت راه آهن خوزستان به چهارمحال بختیاری چه موقع آغاز می‌شود گفت: هنوز به صورت قطعی زمانی برای اجرای این پروژه در نظر گرفته نشده ولی برای اجرای آن تفاهم نامه‌ای به امضا رسیده است. .